# Paranemachilus
Paranemachilus is een monotypisch geslacht van straalvinnige vissen uit de familie van de bermpjes (Nemacheilidae).

## Soort
- Paranemachilus genilepis Zhu, 1983